# Tetramorium schneideri
Tetramorium schneideri är en myrart som beskrevs av Carlo Emery 1898. Tetramorium schneideri ingår i släktet Tetramorium och familjen myror. Inga underarter finns listade i Catalogue of Life.